# Hạc trắng Á Đông
Hạc trắng Á Đông (tên khoa hoc: Ciconia boyciana) là một loài chim trong họ Ciconiidae (họ Hạc).

## Hình ảnh

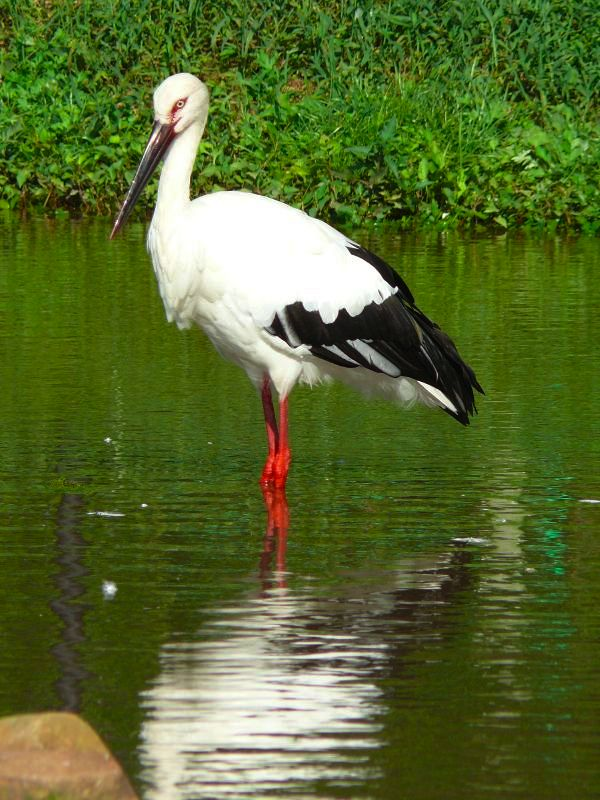
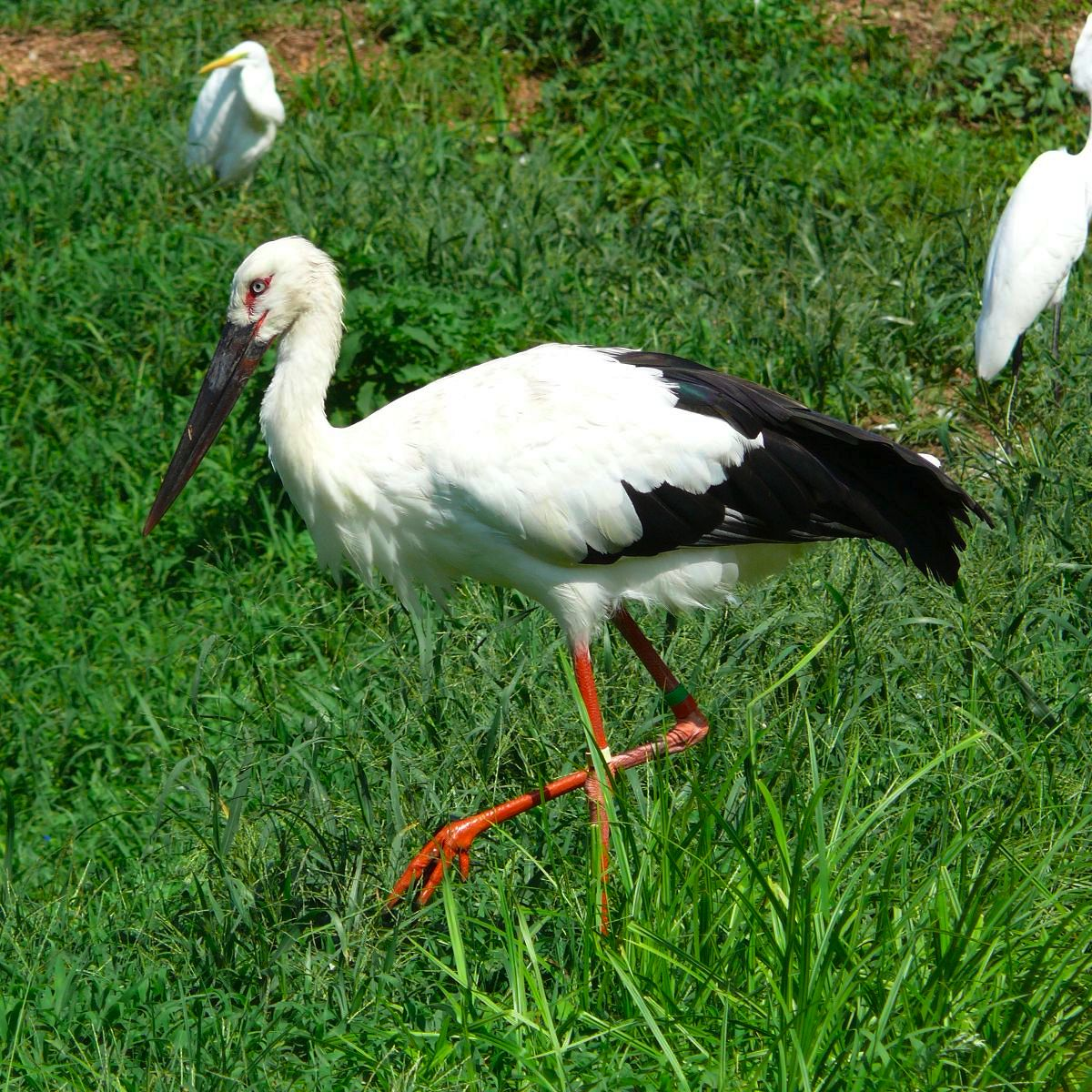
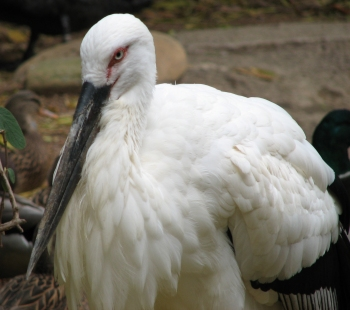
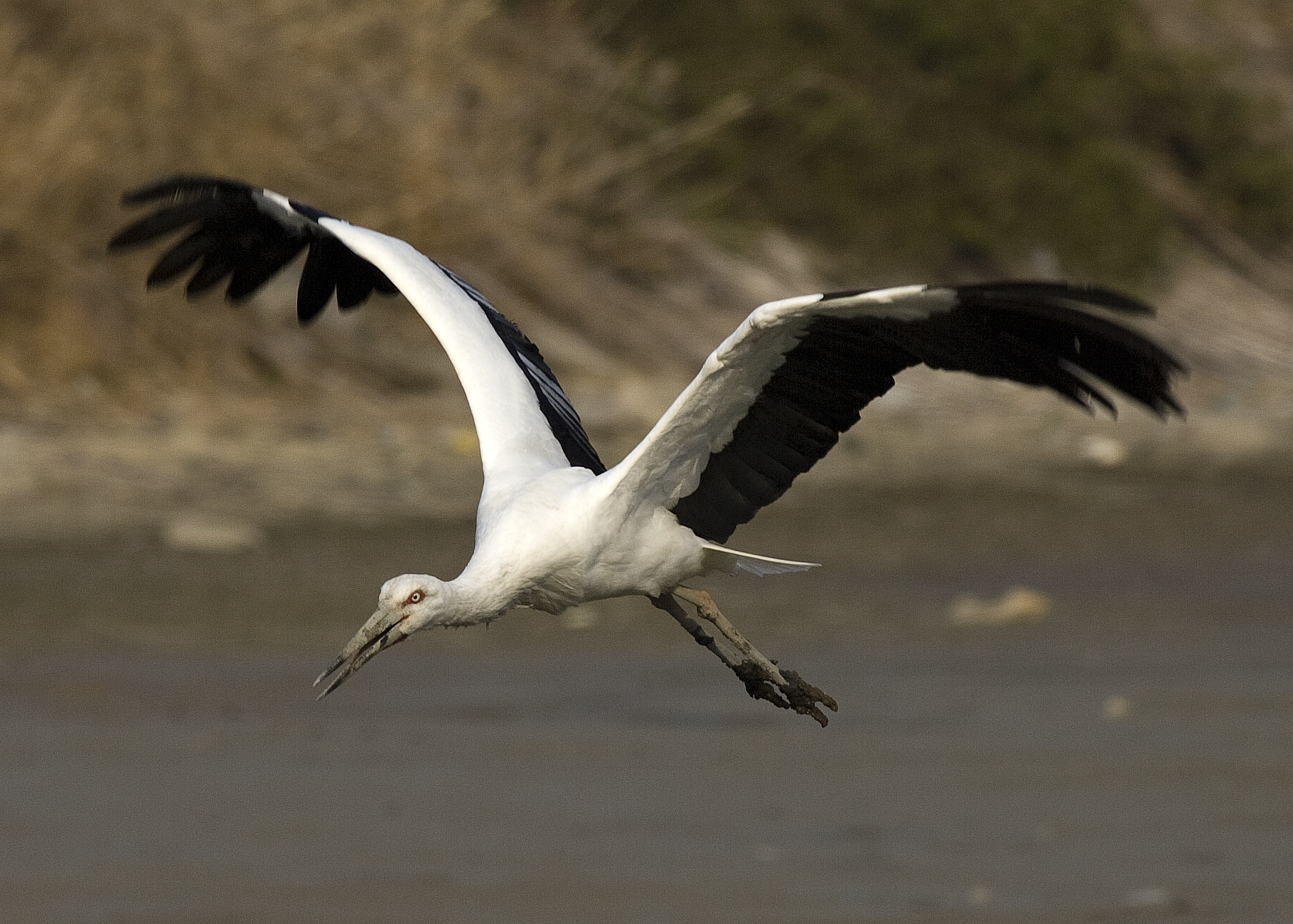
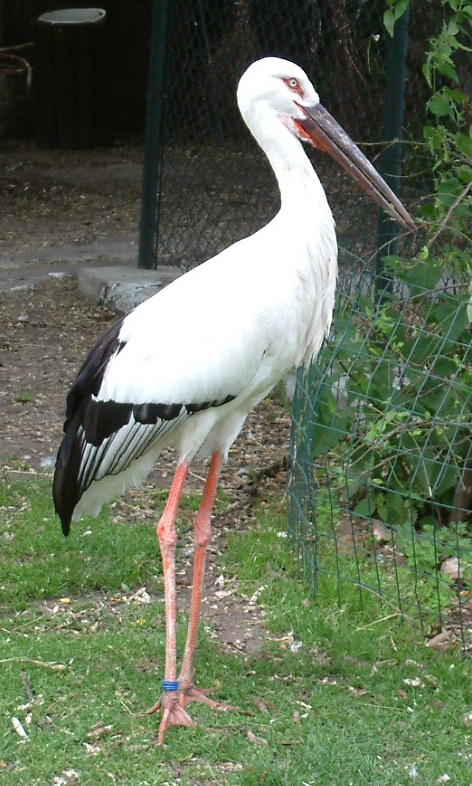
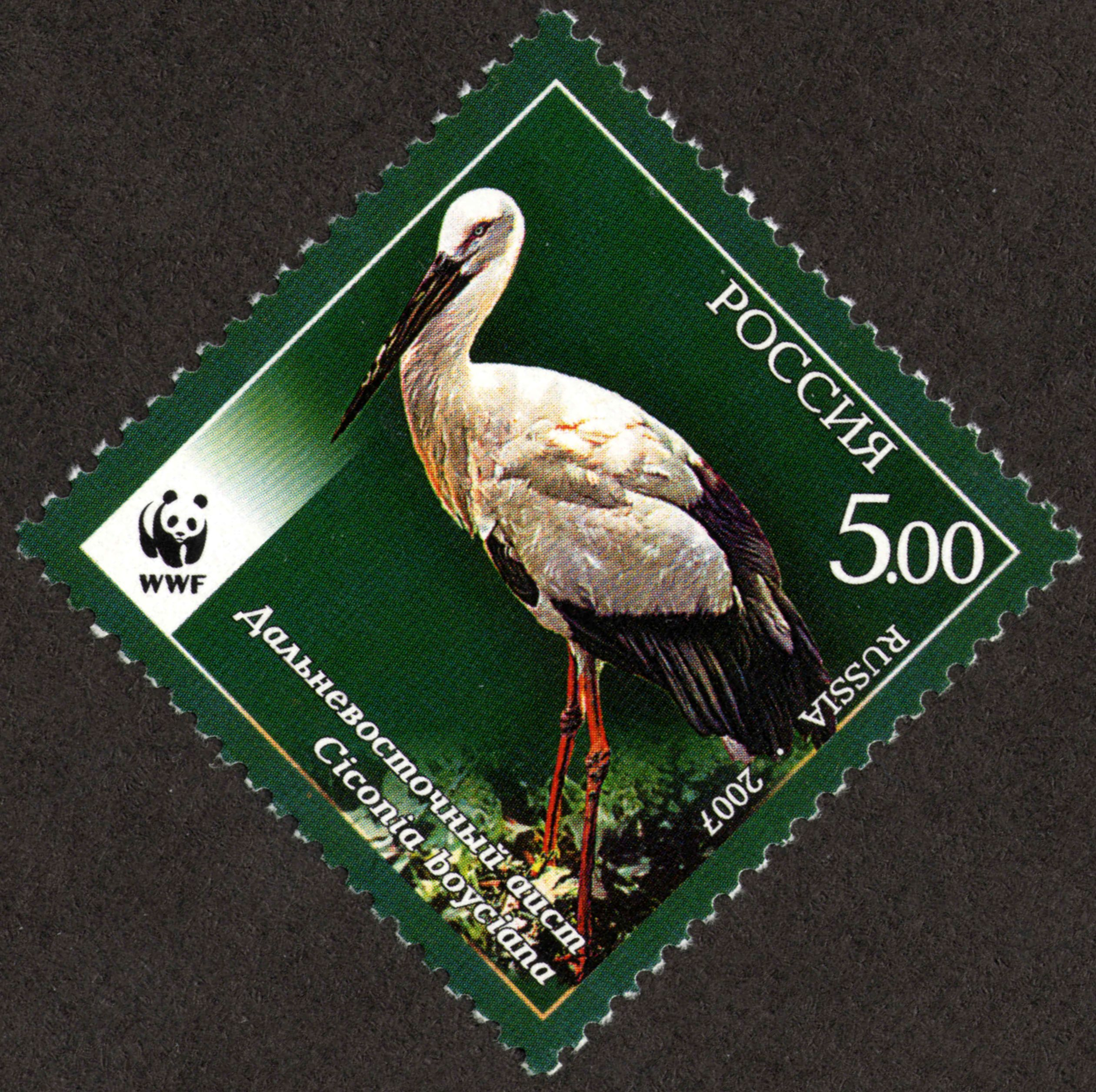